# Kiila (litterär grupp)
Kiila var en finländsk konstnärsgrupp som grundades 1936 som en antifascistisk kulturfront.
Kiila grundades av ett antal vänsterorienterade författare med syfte att bekämpa dåtidens fascistiska strömningar. Under den första tiden fanns inom gruppen, som även representerade traditionerna från Tulenkantajat, bland andra Elmer Diktonius, Sven Grönvall, Pentti Haanpää, Viljo Kajava, Hagar Olsson, Maija Savutie, Elvi Sinervo, Arvo Turtiainen och Katri Vala. 
Efter andra världskriget breddades gruppen och kom att omfatta även bland annat kritiker, skådespelare, musiker, regissörer och bildkonstnärer. Av dessa kan nämnas Timo Aalto, Jorma Hautala, Niilo Hyttinen, Rauni Liukko och Tapio Tapiovaara. Vidare blev även kritikern Raoul Palmgren, som hade stor betydelse då gruppens program formulerades, medlem vid denna tid. Föreningen var tvåspråkig och partipolitiskt neutral och var verksam fram till 1970-talet.